# In the Right Place
In the Right Place är ett musikalbum av Dr. John lanserat 1973 på Atco Records. Albumet som var Dr. Johns sjätte studioalbum kom att bli hans framgångsrikaste album försäljningsmässigt, mycket tack vare hitlåten "Right Place Wrong Time". Dr. John backas på albumet upp av The Meters.
Kompositionen "Such a Night" framfördes senare av Dr. John på The Bands avskedskonsert The Last Waltz 1978.

## Låtlista
(låtar utan angiven upphovsman av Mac Rebennack alias Dr. John)
1. "Right Place Wrong Time" - 2:50
2. "Same Old Same Old" - 2:39
3. "Just the Same" - 2:49
4. "Qualified" (Jessie Hill, Rebennack) - 4:46
5. "Traveling Mood" (James Waynes) - 3:03
6. "Peace Brother Peace" - 2:47
7. "Life" (Allen Toussaint) - 2:29
8. "Such a Night" - 2:55
9. "Shoo Fly Marches On" - 3:15
10. "I Been Hoodood" - 3:12
11. "Cold Cold Cold" (Alvin Robinson, Jessie Hill, Rebennack) - 2:37

## Listplaceringar
- Billboard 200, USA: #24[1]
- RPM, Kanada: #26[2]